# Halálos bújócska
A Halálos bújócska (eredeti cím: All Fun and Games) 2023-ban bemutatott amerikai horrorfilm, amelyet Ari Costa, Eren Celeboglu és JJ Braider forgatókönyvéből Costa és Celeboglu rendezett. A főbb szerepekben Asa Butterfield és Natalia Dyer látható. Ez volt Costa és Celeboglu nagyjátékfilmes rendezői debütálása.
Az Amerikai Egyesült Államokban 2023. szeptember 1-jén mutatták be a mozikban a Vertical Entertainment forgalmazásában, míg Magyarország 2023. november 23-án.

## Cselekmény
A Massachusetts állambeli Salemben egy csapat tizenéves felfedez egy elátkozott kést, amely egy démont szabadít rájuk. A szellem arra kényszeríti őket, hogy a gyerekkori játékok hátborzongató, halálos változatait játsszák el, amelyben nem lehetnek győztesek, csak túlélők.

## Szereplők
| Szerep          | Színész                                  | Magyar hang       |
| --------------- | ---------------------------------------- | ----------------- |
| Marcus Fletcher | Asa Butterfield                          | Fáncsik Roland    |
| Billie Fletcher | Natalia Dyer                             | Laudon Andrea     |
| Jonah Fletcher  | Benjamin Evan Ainsworth                  | Gáll Dávid        |
| Sophie Fletcher | Laurel Marsden                           | Pekár Adrienn     |
| Kathy Fletcher  | Annabeth Gish                            | Bertalan Ágnes    |
| Joanna Good     | Marina Stephenson Kerr                   | Bérces Gabriella  |
| Pete            | Kolton Stewart                           | Penke Bence       |
| Bob             | Erik Athavale                            | Dér Zsolt         |
| Nick            | Matthew Lupu                             | Bergendi Áron     |
| Pilar           | Sydney Sabiston                          | Dobó Enikő        |
| Démon           | Summer H. Howell Eva Ariel Binder (hang) | Sipos Eszter Anna |
| Brad            | Keishon Joseph                           | Czető Roland      |

### Magyar változat
- Bemondó: Galambos Péter
- Magyar szöveg: Kis János
- Hangmérnök: Halas Péter
- Vágó: Wünsch Attila
- Gyártásvezető: Vigvári Ágnes
- Szinkronrendező: Molnár Kristóf

A szinkront a Direct Dub Studios készítette el.

## A film készítése
2022 januárjában tették közzé  hírt, miszerint Butterfield és Dyer szerepet kap a filmben.
2022 áprilisában bejelentették a Kanadában zajló forgatás kezdetét, valamint Gish és Ainsworth csatlakozását a stábhoz. Még ugyanabban a hónapban Marsden és Stewart is csatlakozott a szereplőgárdához. Eredetileg Keith David is szerepelt volna a filmben.
2022 júliusában derült ki, hogy a Cutting Edge Media Music megszerezte a film eredeti zenéjének jogait. A film utómunkálatai 2022 novemberében kezdődtek.

## Bemutató
2023 júliusában bejelentették, hogy a Vertical Entertainment megvásárolta a film észak-amerikai forgalmazási jogait.
A film 2023. szeptember 1-jén került a mozikba.

## Fordítás
- Ez a szócikk részben vagy egészben  az   All Fun and Games című angol Wikipédia-szócikk fordításán alapul.  Az eredeti cikk szerkesztőit annak laptörténete sorolja fel. Ez a jelzés csupán a megfogalmazás eredetét és a szerzői jogokat jelzi, nem szolgál a cikkben szereplő információk forrásmegjelöléseként.